# Spoorlijn Fère-Champenoise - Vitry-le-François
De Spoorlijn Fère-Champenoise - Vitry-le-François is een Franse spoorlijn van Fère-Champenoise via Sommesous naar Vitry-le-François. De grotendeels opgebroken lijn was 50,5 km lang en heeft als lijnnummer 007 000.

## Geschiedenis
De volledige lijn werd op 6 november 1885 geopend. Reeds in 1938 werd het personenvervoer opgeheven. Goederenvervoer tussen Sommesous - Sompuis werd voor 1972 opgeheven, tussen Sompuis - Vitry-le-François in 1975 en tussen Lenharrée en Sommesous in 1976.

## Aansluitingen
In de volgende plaatsen is of was er een aansluiting op de volgende spoorlijnen:
Fère-Champenoise
RFN 010 000, spoorlijn tussen Oiry-Mareuil en Romilly-sur-Seine
Sommesous
RFN 006 000, spoorlijn tussen Coolus en Sens
RFN 008 300, raccordement van Sommesous 2
RFN 008 301, raccordement van Sommesous 1
Vitry-le-François
RFN 013 000, spoorlijn tussen Vallentigny en Vitry-le-François
RFN 070 000, spoorlijn tussen Noisy-le-Sec en Strasbourg-Ville